# Hooverville

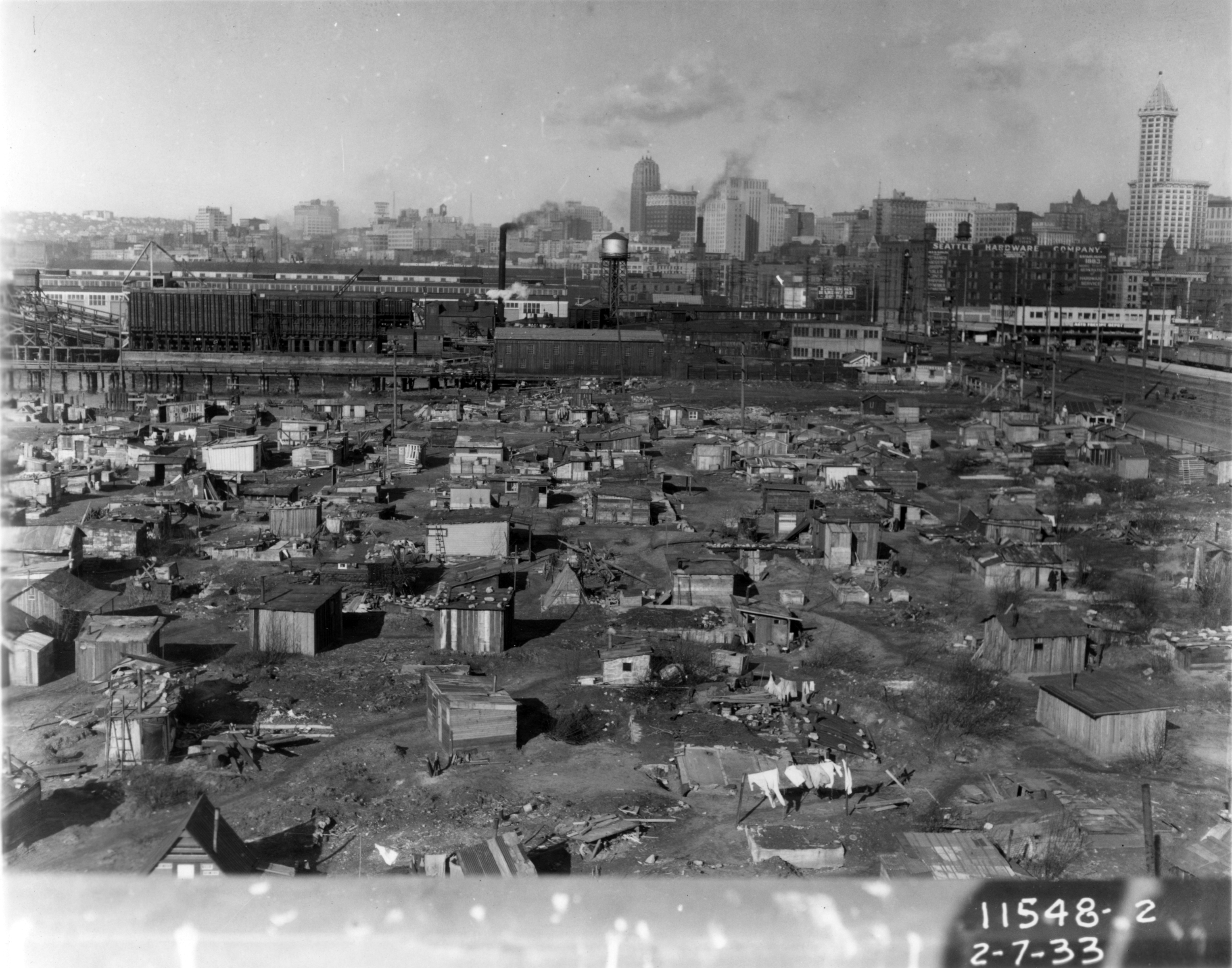
Hooverville i Seattle 1933, där många svenskar bodde vid den tiden.

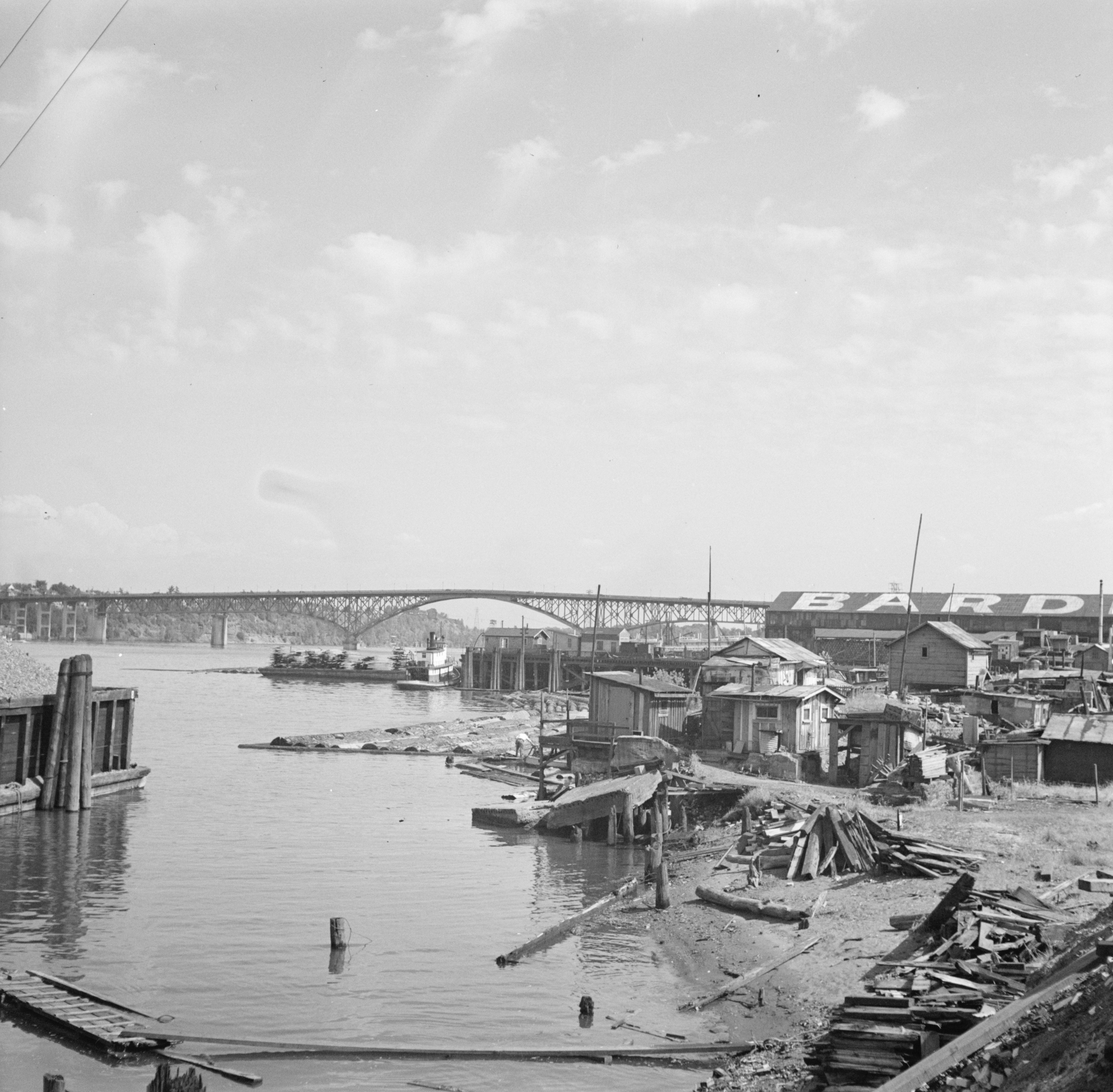
Hooverville nära Portland, :Oregon

Hooverville var öknamnet på de kåkstäder som bildades av kringresande arbetare under den stora depressionen i USA under 1930-talet.
Namnet Hooverville har sina rötter i det missnöje som riktades mot den då sittande amerikanska presidenten Herbert Hoover och dennes passiva ställningstagande i början av depressionen. Termen myntades av Charles Michelson, publicitetschef för Democratic National Committee.

## Övrigt
- Livet i Hooverville är väl beskrivet i John Steinbecks roman Vredens druvor från 1939.

### Fotnoter
1. ↑  ”Svenska immigranter i Seattles Hooverville”. Lunds Universitet. 26 februari 2016. https://lucris.lub.lu.se/ws/portalfiles/portal/82175403/wallenrgren_slutversion_klar.pdf. Läst 19 april 2024.
2. ↑  Hans Kaltenborn, It Seems Like Yesterday (1956) p. 88